# US Dudelange
US Dudelange – luksemburski klub piłkarski, mający swoją siedzibę w mieście Dudelange, na południu kraju.

## Historia
Chronologia nazw:
- 1912: US Dudelange - po fuzji klubów Minerva Dudelange i Jeunesse de la Frontière 1908 Dudelange
- 1940: SV Düdelingen
- 1944: US Dudelange
- 1991: klub rozwiązano - po fuzji z Alliance Dudelange i Stade Dudelange, w wyniku czego powstał F91 Dudelange

Klub piłkarski US Dudelange został założony w mieście Dudelange w 1912 roku w wyniku fuzji klubów Minerva Dudelange i Jeunesse de la Frontière 1908 Dudelange. W sezonie 1913/14 zespół startował w drugiej dywizji, w której zajął drugie miejsce. W sezonie 1914/15, kiedy system rozgrywek był zmieniony, debiutował w rozgrywkach Éischt Divisioun, przegrywając dwukrotnie z wynikiem 1:6 z Stade Dudelange w 3.Serie. Potem przez dłuższy czas nie występował w mistrzostwach. Dopiero w sezonie 1920/21 zespół przystąpił do rozgrywek w czwartej lidze luksemburskiej. W 1922 awansował do 2.Divisioun, a w 1923 do Promotioun. W następnym sezonie 1923/24 zdobył wicemistrzostwo ligi oraz promocję do Éischt Divisioun. Drugi w historii sezon w najwyższej lidze znów był nieudanym, klub zajął ostatnie 8.miejsce i spadł do drugiej ligi, w której zmagał się do 1929 roku. Sezon 1929/30, tak jak poprzednie dwa w najwyższej klasie ponownie był nieudanym, klub na rok wrócił do Promotioun. Czwarta próba w pierwszej dywizji zakończyła się tak jak i poprzednie fiaskiem - klub został zdegradowany do Promotioun. W 1933 roku promowany ponownie i już występował w pierwszej klasie aż do 1940 roku. W dwóch przedwojennych sezonach zdobywał tytuł wicemistrza kraju.
Podczas okupacji Luksemburga przez Trzecią Rzeszę klub z niemiecką nazwą SV Düdelingen brał udział w mistrzostwach Niemiec w Gaulidze Mozeland.
Od 1945 ponownie występował w najwyższej klasie rozgrywek. W dwóch powojennych sezonach ponownie zdobywał tytuł wicemistrza kraju. W sezonie 1950/51 zajął przedostatnie 11.miejsce i spadł do 1.Divisioun. Po dwóch latach wrócił do Éirendivisioun, ale powrót był nieudanym i klub spadł z powrotem na dwa lata do 1.Divisioun.
W 1957 odbyła się kolejna reorganizacja systemu lig - pierwsza liga została mianowana - Nationaldivisioun, druga - Éierepromotioun, trzecia - 1.Divisioun itd. W pierwszym sezonie 1957/1958 w Nationaldivisioun klub zajął przedostatnie 11.miejsce i spadł do Éierepromotioun. Dopiero w 1961 wrócił do najwyższej klasy, w której zadomowił się na kolejne dziewięć sezonów. Po zajęciu przedostatniego 11.miejsca w 1970 roku spadł do Éierepromotioun. W 1975 został zdegradowany do trzeciej dywizji, a w 1978 wrócił do Éierepromotioun. Od 1984 do 1986 znów grał w trzeciej dywizji. W sezonie 1989/90 klub zajął 6.miejsce w grupie 2 i nie zakwalifikował się do grupy mistrzowskiej i potem w drugiej rundzie zmagał się w grupie spadkowej, zajmując przedostatnie 5.miejsce w grupie A i spadł do 1.Divisioun. Sezon 1990/91 zakończył na piątej pozycji w grupie 2 trzeciej dywizji, a potem połączył się z Alliance Dudelange (w ostatnim sezonie grał w drugiej dywizji) i Stade Dudelange (w trzeciej). W wyniku fuzji powstał nowy klub o nazwie F91 Dudelange.

## Sukcesy

### Trofea międzynarodowe
Nie uczestniczył w rozgrywkach europejskich (stan na 31-12-2016).

### Trofea krajowe
| \| \| Zdobyte trofea w rozgrywkach Luksemburga (stan na: 31-03-2017) \| |                                                                |      |                                                    |
| Rozgrywki                                                               | Osiągnięcie                                                    | Razy | Sezon(y)                                           |
| Mistrzostwo                                                             | I miejsce                                                      | 0    |                                                    |
| Mistrzostwo                                                             | II miejsce                                                     | 4    | 1938/39, 1939/40, 1945/46, 1946/47                 |
| Mistrzostwo                                                             | III miejsce                                                    | 3    | 1933/34, 1936/37, 1965/66                          |
| Puchar                                                                  | zdobywca                                                       | 1    | 1938/39                                            |
| Puchar                                                                  | finalista                                                      | 1    | 1957/58                                            |
| II liga                                                                 | I miejsce                                                      | 4    | 1930/31, 1932/33, 1952/53 (gr.2), 1956/57 (gr.2)   |
| II liga                                                                 | II miejsce                                                     | 5    | 1913/14, 1923/24, 1928/29, 1955/56 (gr.2), 1960/61 |
| II liga                                                                 | III miejsce                                                    | 2    | 1951/52 (gr.2), 1958/59                            |
| Luksemburg                                                              | Zdobyte trofea w rozgrywkach Luksemburga (stan na: 31-03-2017) |      |                                                    |

## Stadion
Klub rozgrywał swoje mecze domowe na stadionie Stade Jos Nosbaum w Dudelange, który może pomieścić 1500 widzów.